# Memorial dos Bombeiros Caídos
Memorial dos Bombeiros Caídos é um grupo de esculturas de bronze de Hai Ying Wu.
Ele está localizado em Occidental Park, Seattle, perto do cruzamento da Avenida Occidental com a Main Street. Foi inspirado nas mortes de quatro bombeiros de Seattle que morreram em 5 de janeiro de 1995 lutando contra um incêndio no armazém Mary Pang no Distrito Internacional de Seattle.